# Buprestis viridisuturalis
Buprestis viridisuturalis är en skalbaggsart som beskrevs av Nicolay och Weiss 1918. Buprestis viridisuturalis ingår i släktet Buprestis och familjen praktbaggar. Inga underarter finns listade i Catalogue of Life.